# Pic Killington
Le pic Killington (en anglais : Killington Peak) est le deuxième plus haut sommet du Vermont avec une altitude de 1 291 mètres.

## Histoire
La montagne tirerait son nom du village de Killington établi à ses pieds. Ce village fut renommé Sherburne en 1800 avant de reprendre son nom originel en 1999.

## Activités

### Randonnée
Le Long Trail (en) et le sentier des Appalaches, dont les itinéraires coïncident sur cette portion, traversent le pic Killington du nord au sud. C'est sur les flancs de la montagne que se trouve le « Cooper lodge », un refuge pouvant accueillir douze personnes qui est, avec son altitude de 1 173 m, le refuge le plus haut sur le Long Trail.

### Ski
Une importante station de sports d'hiver, la plus grande station de l'Est des États-Unis, est située autour de la montagne.